# WHITE (清水翔太のアルバム)
『WHITE』（ホワイト）は2018年6月27日にリリースされた清水翔太のアルバム。

## 収録曲
- 全曲作詞・作曲・編曲：清水翔太、作詞：SALU (#9)

1. dance with me. (3:09)
2. Good Life (4:40)
3. Friday (4:01)　サントリービール(株)の「ザ・プレミアム・モルツ」ブランドによる”2018年金曜日プロモーション”『The Premium Music』キャンペーン第1弾ソング
4. (I'm fine) (3:44)
5. Silver＆Gold (3:37)
6. 踊り続けよう (4:15)
7. Range Rover (1:57)
8. Beautiful (4:23)
9. alone(4:19)
10. Rainbow (3:48)

## 演奏[2]
- 石成正人：Guitar (#8)